# Skiflug-Weltmeisterschaft 1983

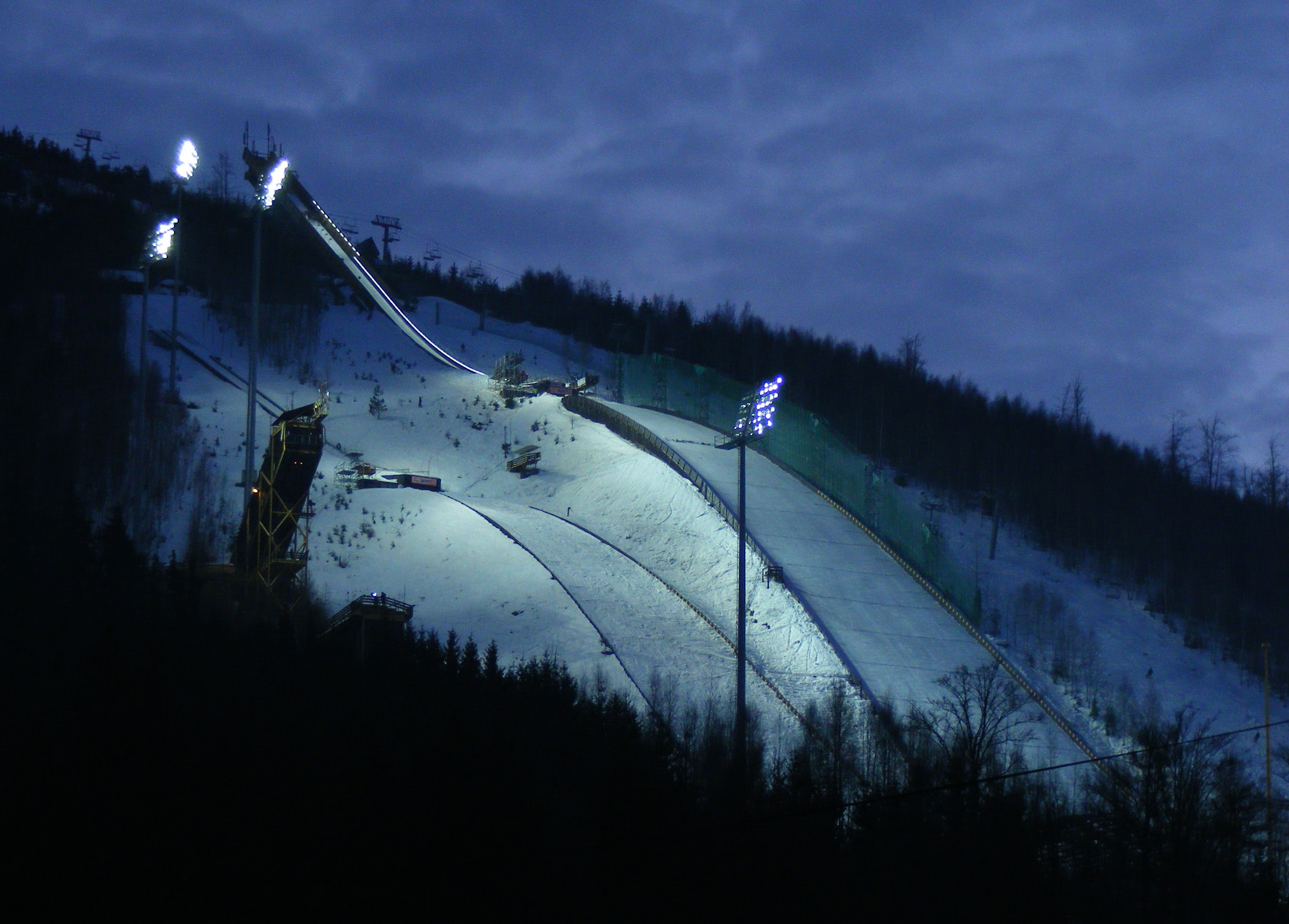
Die Skiflugschanze in Harrachov bei Nacht 2011

Die 7. Skiflug-Weltmeisterschaft wurde vom 18. bis zum 20. März 1983 auf der Čerťák-Skiflugschanze im tschechoslowakischen Harrachov ausgetragen. Sie fand erstmals auf der erst 1979 erbauten Skiflugschanze statt. Die Weltmeisterschaften wurden anlässlich des 80-jährigen Jubiläums des tschechoslowakischen Skisportverbandes nach Harrachov vergeben.

## Favoriten
Zur Skiflug-WM reiste alles an, was in der Weltcup-Saison 1982/83 Rang und Namen hatte. Aus der finnischen Mannschaft ragten dabei Vierschanzentourneessieger Matti Nykänen und der letzte Skiflugweltmeister Jari Puikkonen heraus. Aus Österreich war am ehesten mit dem Skiflugweltmeister von 1979, Armin Kogler, zu rechnen, welcher bei der Tournee zwei Podiumsplätze ersprungen hatte. Hinzu kam Teamkamerad Richard Schallert, der in seiner zweiten Weltcup-Saison Sechster der Tournee geworden war. Die Norweger hatten in Olav Hansson und Steinar Bråten ihre besten Vertreter, waren aber als Mannschaft generell stark zu beachten, denn bei der Tournee hatten sie vier Springer in die Top Ten gebracht. Von einheimischer Seite lagen die Hoffnungen vor allem auf Lokalmatador Pavel Ploc, der beim Bau des Schanzengeländes selbst noch mit Hand angelegt hatte. Sein Weltcup-Sieg auf der Harrachover Großschanze am 9. Januar 1983 steigerte die Erwartungshaltung nicht unbeträchtlich. Die DDR-Mannschaft reiste mit ihrem neuen Star Jens Weißflog an, der hinter Nykänen Zweiter der Tournee geworden war. Hinzu kamen Klaus Ostwald, Ulf Findeisen, Holger Freitag und Manfred Deckert. Die Erwartungshaltung war allerdings etwas gedämpft, da speziell im Februar und März 1983 keine Podiumsplätze mehr im Skisprung-Weltcup zustande gekommen waren. Nicht abzuschreiben war außerdem der Kanadier Horst Bulau, der 1981 das Neujahrsspringen in Garmisch gewonnen hatte und die Vierschanzentournee 1982/83 mit einem nicht unbedingt erwarteten dritten Platz abschloss.

### Favoritenstürze
Das Sprungtraining fand am Donnerstag, dem 17. März 1983 vor ca. 25.000 Zuschauern statt. Es wurden drei Trainingsdurchgänge absolviert, bei denen sich entschied, wer überhaupt am Wettkampf teilnehmen durfte. Maßgabe war, dass sich nur die Springer qualifizierten, die nicht mehr als 25 % unter dem Weitendurchschnitt der zehn besten Springer blieben. Bereits im ersten Durchgang geschah Spektakuläres. Einerseits blieb Ulf Findeisen mit 178 m nur zweit Meter unter der damaligen Weltbestweite von 180 m, gehalten von Armin Kogler. Andererseits stürzte der zum Favoritenkreis zählende Kanadier Bulau schwer. Er fiel bei 99 m frontal mit dem Gesicht auf den Schanzenvorbau und rutschte bewusstlos den Hang hinunter. Er wurde umgehend in ein Krankenhaus gebracht, wo sich in der Folge die Verletzungen aber nicht als so schwerwiegend herausstellten. Bulau stand Ende März beim letzten Weltcup-Springen in Planica schon wieder auf einem Podiumsplatz. Nachdem für den zweiten Durchgang der Anlauf verkürzt wurde, sprang Jiří Parma dennoch 179 m. Im dritten Durchgang ereilte es dann die DDR-Mannschaft. Shooting-Star Jens Weißflog hob sehr hoch vom Schanzentisch ab. Als er die ihm entgegenschlagenden Skier wieder wegdrücken wollte, riss es ihm einen Ski nach unten weg und er stürzte nach 88 m aus 12 Metern Höhe auf den Schanzenvorbau. Da er sich im Flug etwas gedreht hatte, knallte er mit dem Rücken auf den Schneeboden. Er wurde noch mehrfach unkontrolliert durch die Luft geschleudert und rutschte anschließend den Hang hinunter. Angesichts des schweren Sturzes war Weißflog noch glimpflich davongekommen, eine Nierenbeckenprellung war die schwerste Verletzung.

## Modus
Die Weltmeisterschaft wurde an drei Tagen ausgetragen, an denen jeder Teilnehmer drei Sprünge absolvierte. Von diesen drei Sprüngen wurden nur die zwei besten in die Wertung genommen. Für die Ermittlung der sogenannten Weitenpunkte wurden die zehn größten Weiten jedes Durchgangs addiert und durch zehn dividiert. Die dadurch erhaltene Durchschnittsweite erhielt einen Referenzwert von 120 Punkten. Je Meter Unterschied zur Durchschnittsweite wurden entsprechend bei kürzerer Weite Punkte abgezogen, bei größerer Weite Punkte hinzuaddiert. Zum Weitenwert kamen dann noch die üblichen Haltungspunkte, die maximal den Wert 60 erreichen konnten. Die Summe der drei Tagesergebnisse ergab dann die Gesamtwertung, nach der der Weltmeister geehrt wurde.

## Ergebnisse

### 1. Tag
Beim Auftaktspringen ging am Vierschanzentourneegewinner Matti Nykänen kein Weg vorbei. Gleich zweimal konnte er die Tagesbestweite von 176 m in die Wertung einbringen. Hinter dem Finnen reihten sich etwas unerwartet drei Springer aus der DDR ein. Danach folgte der zum weiteren Favoritenkreis zählende Primož Ulaga, der sich mit jedem Sprung verbesserte und mit 173 m den zweitweitesten Sprung einbrachte. Ex-Skiflugweltmeister Armin Kogler kam auf Platz neun mit 336,0 Punkten ein.
| Platz | Name           | Land        | Weiten (in m) | Punkte |
| ----- | -------------- | ----------- | ------------- | ------ |
| 01.   | Matti Nykänen  | Finnland    | 176/168/176   | 367,5  |
| 02.   | Holger Freitag | DDR         | 171/169/165   | 358,0  |
| 03.   | Ulf Findeisen  | DDR         | 164/171/159   | 352,0  |
| 04.   | Klaus Ostwald  | DDR         | 165/163/172   | 349,5  |
| 05.   | Primož Ulaga   | Jugoslawien | 140/165/173   | 347,0  |
| 06.   | Miran Tepeš    | Jugoslawien | 166/167/172   | 330,0  |

### 2. Tag
Der zweite Sprungtag stülpte die Gesamtwertung völlig um. Der von nicht wenigen Fachleuten als Favorit auserkorene Österreicher Armin Kogler gewann mit zwei Sprüngen über die 170-Meter-Marke die Tageswertung und setzte sich damit in der Gesamtwertung an die Spitze. Für noch größere Begeisterung bei den 51.000 Zuschauern sorgten allerdings die einheimischen tschechoslowakischen Springer. Jiří Parma belegte mit dem überraschend starken Amerikaner Mike Holland den zweiten Platz. Lokalmatador Pavel Ploc gelang aber der eigentliche Paukenschlag: gleich im ersten Sprung gelang ihm eine neue Weltbestweite von 181 m. Da seine weiteren Sprünge allerdings um einiges abfielen, reichte es letztlich nur für den fünften Platz in der Tageswertung. Das Ergebnis genügte Ploc jedoch, den zweiten Platz der Gesamtwertung mit der Winzigkeit von 0,5 Punkten Rückstand hinter Armin Kogler einzunehmen. Den dritten Platz belegte Klaus Ostwald, der in der Tageswertung mit 340,5 Punkten Achter geworden war und nun nur 5,5 Punkte hinter Kogler lag. Der Vortageszweite Holger Freitag stürzte beim letzten Sprung und belegte nur den 35. Platz. Einen sinnbildlichen Absturz erlebte auch Matti Nykänen. Er kam nur auf Platz 17 ein.
| Zwischenstand nach dem 2. Tag | Zwischenstand nach dem 2. Tag | Zwischenstand nach dem 2. Tag |
| Pos.                          | Springer                      | Punkte                        |
| ----------------------------- | ----------------------------- | ----------------------------- |
| 01.                           | Kogler                        | 695,5                         |
| 02.                           | Ploc                          | 695,0                         |
| 03.                           | Ostwald                       | 690,0                         |

| Platz | Name              | Land       | Weiten      | Punkte |
| ----- | ----------------- | ---------- | ----------- | ------ |
| 01.   | Armin Kogler      | Österreich | 175/171/165 | 359,2  |
| 02.   | Mike Holland      | USA        | 148/177/163 | 352,0  |
| 02.   | Jiří Parma        | ČSSR       | 143/163/172 | 352,0  |
| 04.   | Richard Schallert | Österreich | 160/160/165 | 351,0  |
| 05.   | Pavel Ploc        | ČSSR       | 181/154/152 | 349,0  |
| 06.   | Manfred Deckert   | DDR        | 159/173/133 | 346,0  |
| 06.   | Olav Hansson      | Norwegen   | 161/167/164 | 346,0  |

### 3. Tag
Der letzte Wettkampftag wartete vor 30.000 Zuschauern mit nur leichtem Regen auf, was sich auch sofort in besseren Sprungleistungen zeigte. Die Begeisterung des Publikums wurde noch verstärkt, nachdem sich Pavel Ploc mit der Tageshöchstweite von 176 m an die Spitze gesetzt hatte. Klaus Ostwald fand sich nach 170 m auf Platz fünf der Tageswertung
wieder. Im Gegensatz zu Ploc und auch Kogler, der im ersten Durchgang 172 m gesprungen war, konnte sich der Klingenthaler allerdings im zweiten Durchgang auf 174 m steigern, während Ostwalds Konkurrenten um den Gesamtsieg nicht mehr annähernd an die 170 m kamen. Stattdessen zeigte Matti Nykänen seine Klasse und belegte nach 171 m im letzten Durchgang noch Tagesrang Zwei. Der junge Richard Schallert schob sich nach einem 172m-Satz noch auf Rang drei.
| Platz | Name              | Land       | Weiten      | Punkte |
| ----- | ----------------- | ---------- | ----------- | ------ |
| 01.   | Klaus Ostwald     | DDR        | 170/174/167 | 361,0  |
| 02.   | Matti Nykänen     | Finnland   | 174/163/171 | 355,0  |
| 03.   | Richard Schallert | Österreich | 171/156/172 | 354,0  |
| 04.   | Pavel Ploc        | ČSSR       | 176/162/158 | 350,5  |
| 05.   | Olav Hansson      | Norwegen   | 169/169/163 | 349,5  |
| 06.   | Jiří Parma        | ČSSR       | 168/164/153 | 348,5  |

## Gesamtergebnis
Nachdem bei der letzten Skiflug-WM die Punktabstände recht groß waren, erlebten die insgesamt 125.000 Zuschauer eine spannende Weltmeisterschaft. Letztlich setzte sich der beständigste Springer im Gesamtklassement durch. Es sollte Ostwalds einziger Weltmeistertitel bleiben. Für den Lokalmatador Pavel Ploc war es die erste internationale Medaille, nachdem der damals 19-Jährige erst eine Weltcupsaison hinter sich hatte. Mitfavorit Matti Nykänen konnte seinen schlechten zweiten Tag noch ausbügeln und gewann mit dem hauchdünnen Vorsprung von 0,5 Punkten vor Armin Kogler noch Bronze. Der Ex-Weltmeister verpasste seinen zweiten WM-Titel nach zwischenzeitlicher Führung durch seinen schlechteren dritten Tag.
| Platz | Name                   | Land           | Punkte |
| ----- | ---------------------- | -------------- | ------ |
| 01.   | Klaus Ostwald          | DDR            | 1051,0 |
| 02.   | Pavel Ploc             | ČSSR           | 1045,5 |
| 03.   | Matti Nykänen          | Finnland       | 1043,5 |
| 04.   | Armin Kogler           | Österreich     | 1043,0 |
| 05.   | Richard Schallert      | Österreich     | 1038,0 |
| 06.   | Jiří Parma             | ČSSR           | 1034,5 |
| 07.   | Olav Hansson           | Norwegen       | 1032,5 |
| 08.   | Ulf Findeisen          | DDR            | 1010,5 |
| 09.   | Mike Holland           | USA            | 1008,5 |
| 10.   | Miran Tepeš            | Jugoslawien    | 1008,0 |
| 11.   | Manfred Deckert        | DDR            | 1005,5 |
| 12.   | Piotr Fijas            | Polen          | 995,5  |
| 13.   | Hubert Neuper          | Österreich     | 992,5  |
| 14.   | Miro Slušný            | ČSSR           | 990,0  |
| 15.   | Holger Freitag         | DDR            | 897,0  |
| 16.   | Ole Bremseth           | Norwegen       | 973,0  |
| 17.   | Wolfgang Steiert       | BR Deutschland | 946,0  |
| 18.   | Gennadi Prokopenko     | Sowjetunion    | 941,0  |
| 19.   | Jon Eilert Bøgseth     | Norwegen       | 938,5  |
| 20.   | Thomas Klauser         | BR Deutschland | 936,5  |
| 21.   | Massimo Rigoni         | Italien        | 923,0  |
| 22.   | John Denney            | USA            | 908,5  |
| 23.   | Jukka Kalso            | Finnland       | 887,0  |
| 24.   | Hans Wallner           | Österreich     | 884,5  |
| 25.   | Gérard Colin           | Frankreich     | 882,0  |
| 26.   | Jari Puikkonen         | Finnland       | 880,5  |
| 27.   | Landis Arnold          | USA            | 871,5  |
| 28.   | Wladimir Tschernjajew  | Sowjetunion    | 862,0  |
| 29.   | Nils Stolzlechner      | USA            | 848,5  |
| 30.   | Wadim Sacharow         | Sowjetunion    | 839,5  |
| 31.   | Walentin Boschitschkow | Bulgarien      | 827,5  |
|       | Tadeusz Fijas          | Polen          | 827,5  |
| 33.   | Rajko Lotrič           | Jugoslawien    | 814,5  |
| 34.   | Jindrich Mayer         | ČSSR           | 812,0  |
| 35.   | Sergej Muchin          | Sowjetunion    | 805,0  |
| 36.   | Janusz Malik           | Polen          | 793,0  |
| 37.   | Primož Ulaga           | Jugoslawien    | 645,0  |
| 38.   | Steinar Bråten         | Norwegen       | 561,5  |
| 39.   | Manfred Steiner        | Österreich     | 318,5  |